# Watarrka National Park
Watarrka National Park är en nationalpark i Australien.   Den ligger i delstaten Northern Territory, i den centrala delen av landet, 2 100 km nordväst om huvudstaden Canberra. Watarrka National Park ligger 616 meter över havet.
Omgivningarna runt Watarrka National Park är i huvudsak ett öppet busklandskap.